# Hello! Project
Hello! Project (jap.: ハロー！プロジェクト, Harō! Purojekuto) je japonský hudební projekt, zastřešující název pro kolektiv mladých zpěvaček-idolek, které patří do talentové agentury Up-Front Promotion. Jejich nahrávky produkuje skladatel, textař a zpěvák Cunku. Projekt zahrnuje dívčí skupiny Morning Musume, °C-ute, Berryz Kobo, S/mileage atd.

## Line-up (2014)
- Morning Musume
- Berryz Kobo
- °C-ute
- S/mileage
- Juice=Juice
- Aika Micui
- Hello Pro Kenshūsei[8]